# Reggio Emilia
Reggio nell’Emilia, röviden Reggio Emilia (emilián–romanyol nyelven Rèz) város Olaszországban, Emilia-Romagna régióban, Reggio Emilia megyében. A város a Reggio Emilia-Guastallai egyházmegye püspöki székvárosa. Lakosainak száma 169 545 fő (2023. január 1.).
Reggio Emilia Albinea, Bagnolo in Piano, Bibbiano, Cadelbosco di Sopra, Campegine, Casalgrande, Correggio, Montecchio Emilia, Quattro Castella, Rubiera, San Martino in Rio, Sant’Ilario d’Enza, Scandiano és Cavriago községekkel határos.

## Története
Ókori római település volt, a város szívén vezet át a Via Aemilia hadiút (Kr. e. 187-ben épült). 489-ben a város feletti uralom a germán gótokra szállt. 899-ben a bejövő magyarok komoly pusztítást végeztek és II. Azzo püspököt megölték. 1170-ben Reggio csatlakozott a lombard ligához. 1409-ben a város uralma a d'Este-családra szállt.

## Gazdaság
Gazdaságában jelentős az elektromos berendezések gyártása, a cementipar, az élelmiszeripar.

## Közlekedés
A településnek vasútállomása a Milánó–Bologna-vasútvonalon van.
A város az A1 autópályán keresztül érhető el.

## Népesség
A település lakossága az elmúlt években az alábbi módon változott:
| Lakosok száma | 170 996 | 171 944 | 169 545 |
|               | 2016    | 2018    | 2023    |

## Híres személyek
- Ludovico Ariosto (1474–1533), költő és író
- Maria Teresa Felicita d’Este (1726–1754)
- Angelo Secchi (1818–1878), katolikus csillagász, jezsuita szerzetes
- Leonilde Iotti (1920–1999), politikus
- Romeo Panciroli (1923–2006), a szent szék diplomatája
- Romolo Valli (1925–1980), színész
- Ermanno Cavazzoni (* 1947), író és forgatókönyvíró
- Mauro Baldi (* 1954), autóversenyző
- Patrizia Paterlini-Bréchot (* 1954), sejtbiológia és onkológia professzora
- Mauro De Pellegrini (* 1955), autóversenyző
- Maria Martinelli (* 1958), rendező
- Benny Benassi (* 1967), DJ
- Hachim Mastour (* 1998), labdarúgó

## Képgaléria

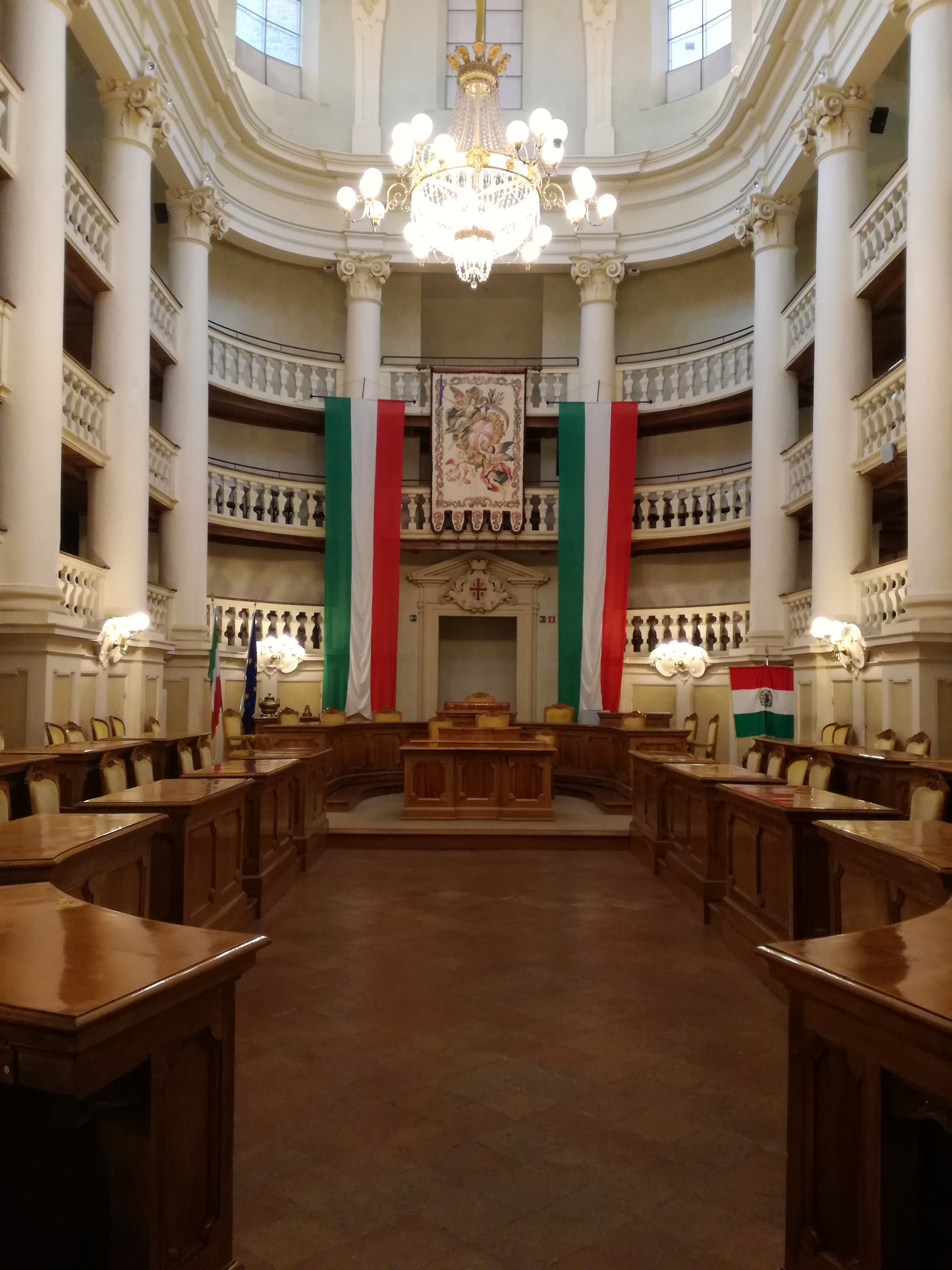
Sala del Tricolore
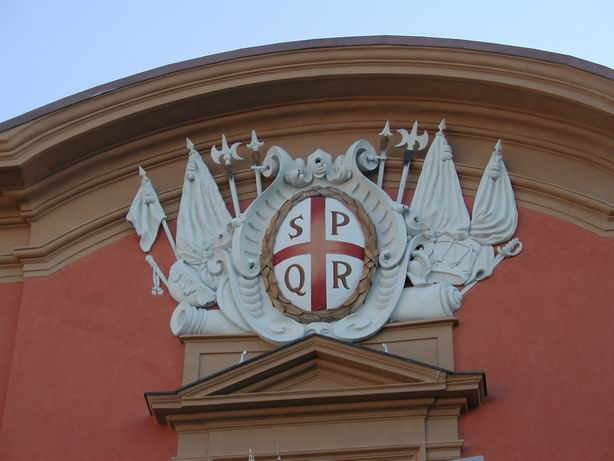
A város címe
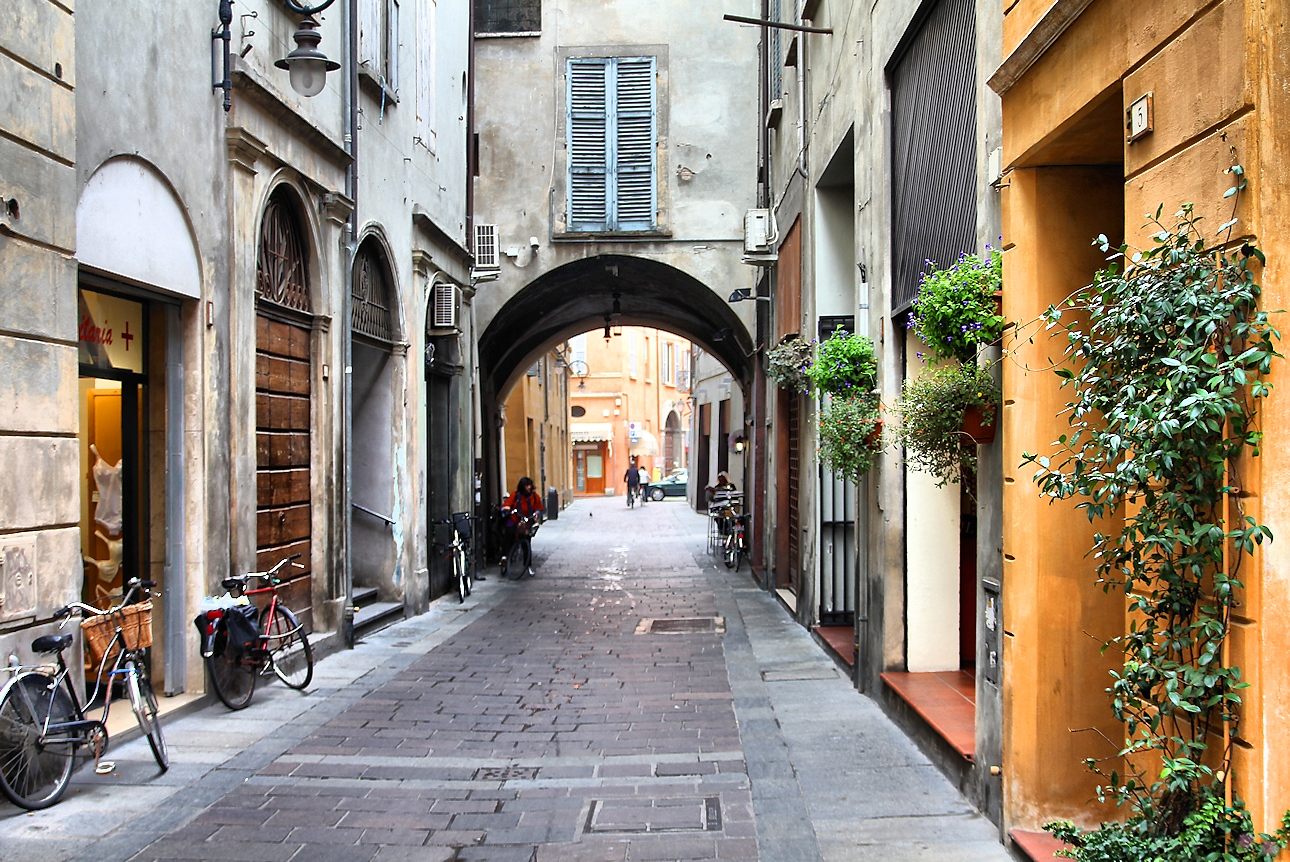
Az Óváros
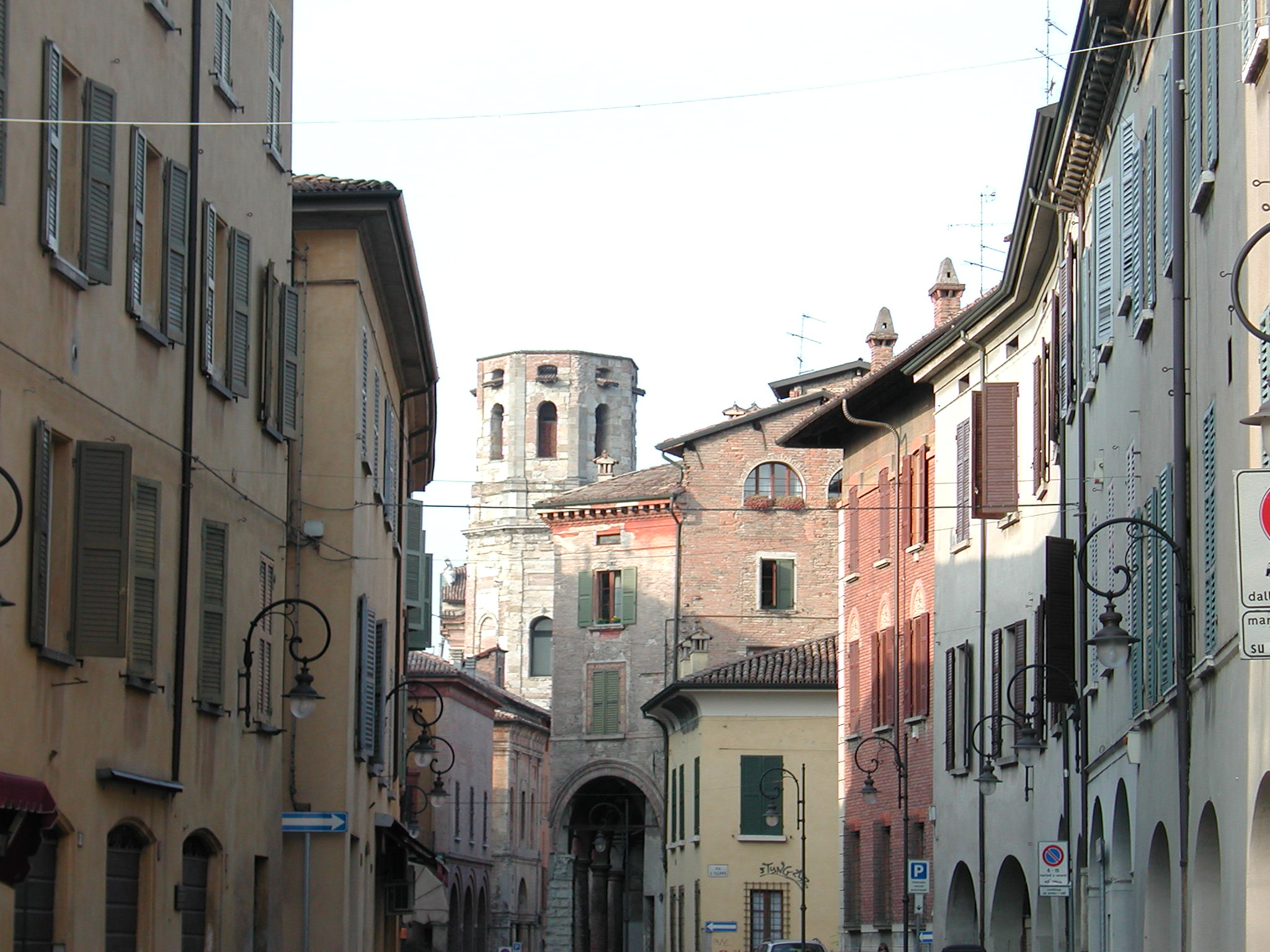
A Via San Carlo és a San Prospero tornya
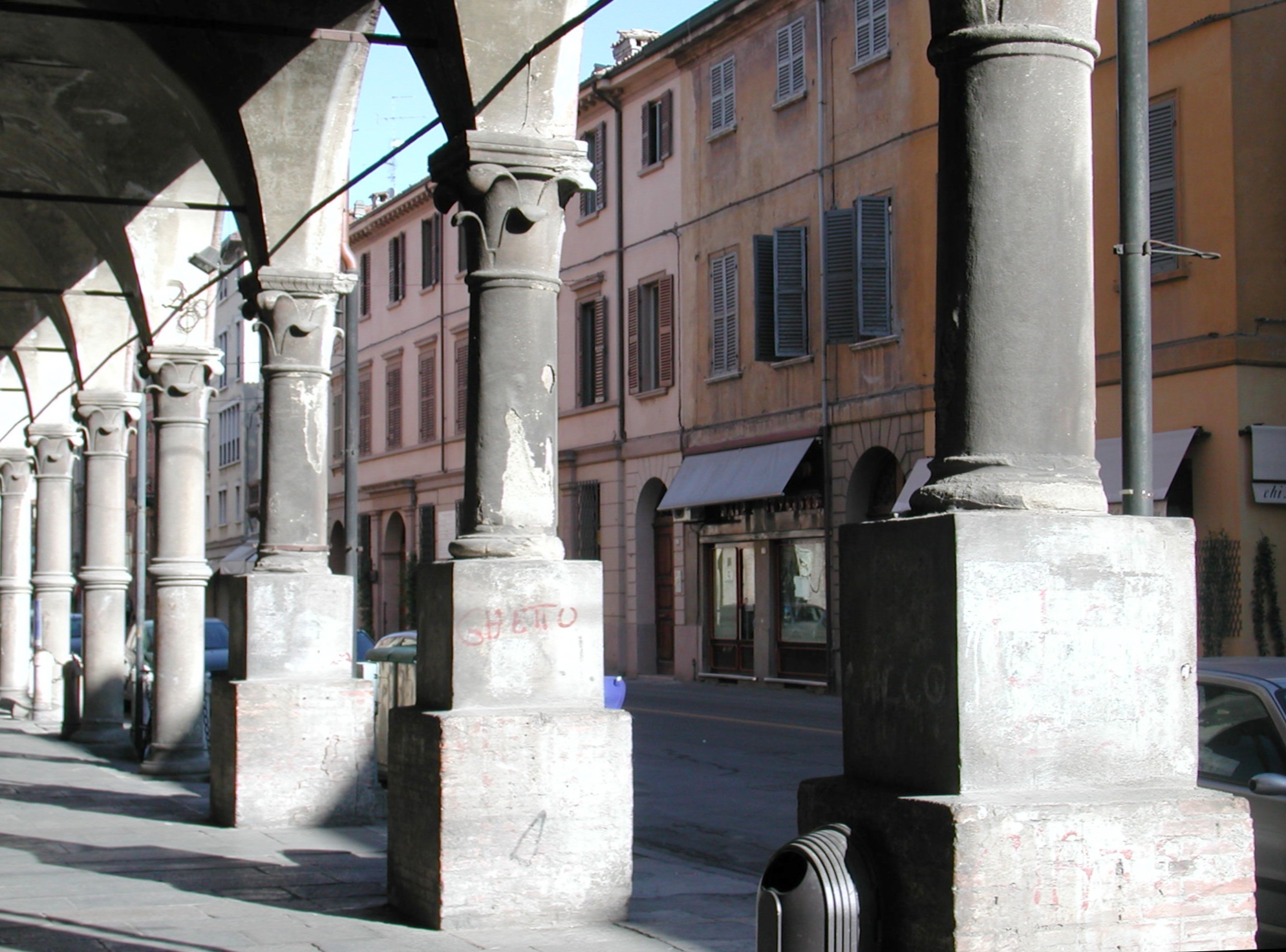
A San Pietro
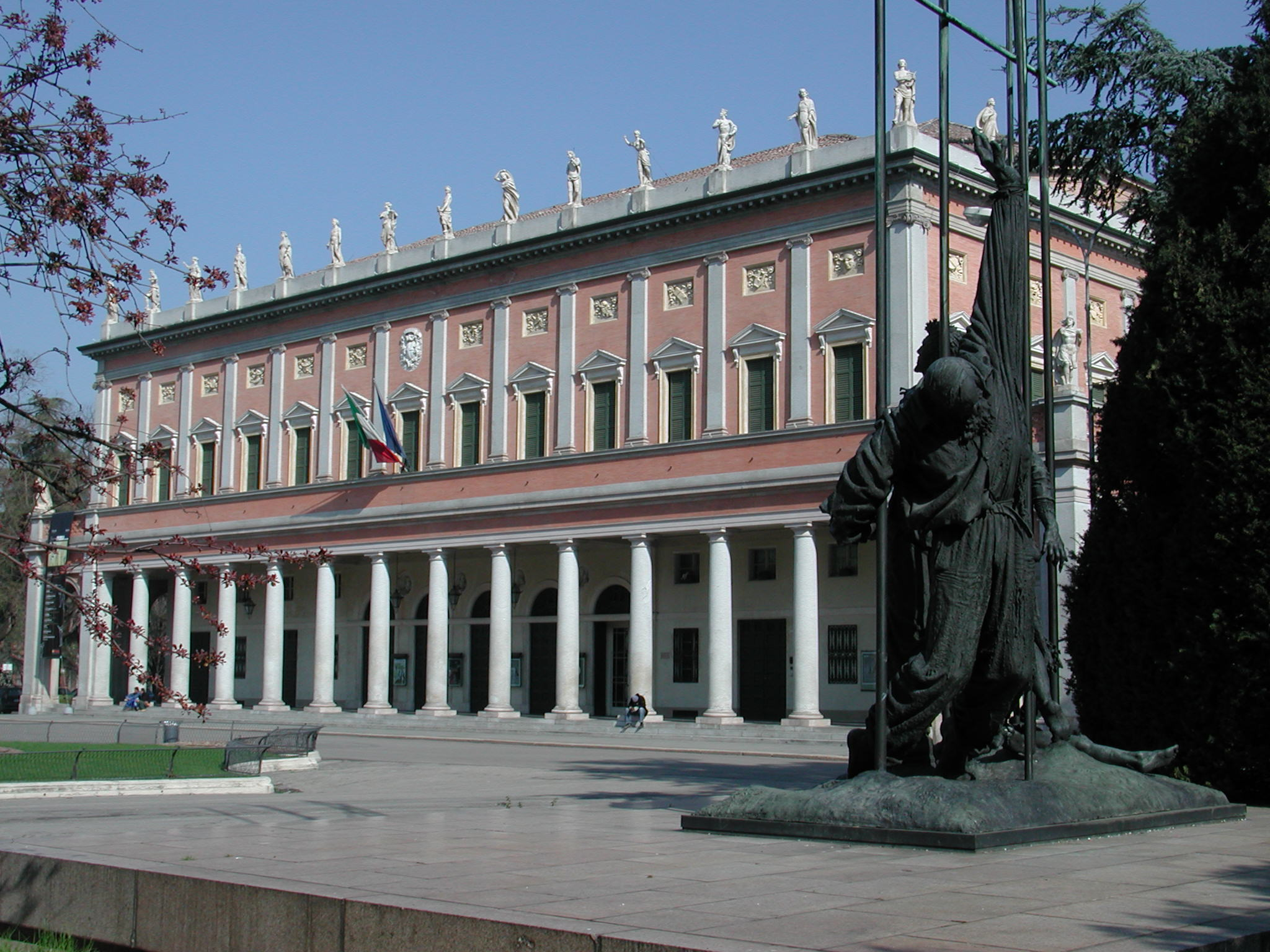
A Teatro Municipale